# David Moreau
Pour les articles homonymes, voir David Moreau (homonymie) et Moreau.
David Moreau est un réalisateur et scénariste français, né le 14 juillet 1976 à Boulogne-Billancourt.

## Biographie

### Famille
David Moreau est le fils de l'acteur et réalisateur Jean-Luc Moreau.

### Formation et parcours professionnel
Il suit des études de cinéma au sein de l'école supérieure de réalisation audiovisuelle (ESRA). Assez vite, il met en pratique ses connaissances lors de nombreux stages, puis commence à écrire et réalise deux premiers courts métrages.
Avec l'aide de Xavier Palud, il écrit et réalise son premier long métrage Ils, un thriller d'horreur avec Olivia Bonamy et Michaël Cohen.
En 2008, il produit The Eye, un remake du film hongkongais.

## Enquête judiciaire
David Moreau est accusé de viol pendant le tournage de King en 2020. Les faits se seraient déroulés lors d'une soirée privée organisée par et pour l'équipe technique du film, en dehors des heures de travail, la nuit du 12-13 septembre 2020 à Sète. La technicienne qui accuse le réalisateur a porté plainte et a quitté le tournage dans la foulée. Le chef-opérateur Antoine Sanier a assuré la fin du tournage. Le 5 avril 2024, cette plainte a été classée sans suite par le tribunal judiciaire de Montpellier. Mais depuis, une nouvelle enquête a été ouverte. Car la jeune femme a déposé une seconde plainte en 2025, avec constitution de partie civile et une information judiciaire est ouverte.

## Filmographie

### Longs métrages
- 2003 : Back to Saint-Tropez (scénario et production)
- 2006 : Ils (scénario, réalisation et production)
- 2008 : The Eye (scénario, réalisation et production)
- 2013 : Vingt ans d'écart (scénario, réalisation et production)
- 2016 : Seuls (réalisation)
- 2021 : King (réalisation)
- 2025 : Other (réalisation)

### Court métrage
- 1999 : Transit (assistant-réalisation)

## Distinctions

### Nominations et sélections
- Festival international du film policier de Beaune 2006 : Prix Sang Neuf pour Ils (avec Xavier Palud)
- Festival international du film fantastique de Neuchâtel 2006, meilleur film pour Ils
- Trophées Jeunes Talents 2007 : Jeune réalisateur cinéma pour Ils (avec Xavier Palud)
- Festival du film francophone de Grèce 2011 : Séances de minuit - Sélection « Nixtes Premieras » pour Ils (avec Xavier Palud)
- Festival du film de Cabourg - Journées romantiques 2013 : Ciné Swann pour 20 ans d'écart
- Festival international du film de comédie de l'Alpe d'Huez 2013 :
  - Longs-métrages hors compétition pour 20 ans d'écart
  - Film de clôture pour 20 ans d'écart